# Nové Vrbno
Nové Vrbno (německy Neu Würben) je osada a katastrální území spadající pod obec Větřkovice v okrese Opava. Vesnice leží 5 km od města Vítkova. Vlastní vesnice leží na Moravě stejně jako téměř celý její současný katastr, ale malá severozápadní část katastru původně náležela ke katastrálnímu území sousedního slezského města Vítkova, pro změnu několik původně novovrbrnovských parcel v současnosti náleží ke katastru Větřkovic.
V Novém Vrbně se nachází socha svatého Felixe z poloviny 18. století s kapličkou. Západní polovina katastru Nového Vrbna je převážně porostlá lesem, přičemž lesní porosty lemují i jižní a východní hranici katastru. Pole se v katastru nacházejí jen v blízkém okolí zástavby vsi.

## Historický přehled
Ve středověku se koncem 14. století připomíná na místě pozdějšího Nového Vrbna hornická osada Goldseyfen, spadající pod benediktinský klášter v Třebíči. Horníci ze zdejší osady těžili zlato. Tato osada zanikla v 15. století. Roku 1726 pak parcelací dvora vzniklého na místě výše zmíněné osady vznikla vesnice Nové Vrbno, nazvaná podle pánů z Vrbna, majitelů fulneckého panství, k němuž nově založená vesnice náležela. Ve svých původních hranicích tvořil katastr vsi exklávu Moravy obklopenou slezským Opavským knížectvím, ale i přes tuto izolovanost od zbytku Moravy se Nové Vrbno nikdy nestalo samostatnou obcí, nýbrž tvořilo část Jerlochovic. Obyvatelé vsi se zřízení samostatné obce domáhali již od roku 1923, ale nikdy samostatnosti nedosáhli. Za okupace bylo Nové Vrbno součástí říšské župy Sudety a zásahem nacistů bylo připojeno k Větřkovicím, po skončení druhé světové války nastal návrat k původnímu stavu. Ke 30. březnu 1951 bylo Nové Vrbno usnesením ONV ve Vítkově ze dne 2. února 1951 opětovně připojeno k Větřkovicím, jejíž součástí je doposud.